# Nekrolog 1593
Nekrolog
◄◄
| ◄
| 1589
| 1590
| 1591
| 1592
| 1593 | 1594 | 1595 | 1596 | 1597 | ► | ►►
Weitere Ereignisse | Allgemeiner Nekrolog 1593
Die Beschreibung der verstorbenen Person sollte so kurz wie möglich gehalten sein und nur deren signifikante Tätigkeit(en) enthalten.
Neue Namen ggf. auch unter dem Geburts- und Sterbedatum, also etwa unter 1. Januar und im Geburts- und Sterbejahr (2024) eintragen (nur bei entsprechender großer Wichtigkeit). Für Beispiele siehe die schon vorhandenen Artikel.
Außerdem über die fünf zuletzt Verstorbenen, zu denen es einen ausreichend guten Artikel für eine Präsentation auf der Hauptseite gibt, nach der todesbedingten Überarbeitung der Artikel ggf. auch unter Wikipedia Diskussion:Hauptseite informieren und sie am besten auch in den anderen Wikipedia-Sprachversionen eintragen. Tipp: Regelmäßig bei news.google.de nach „ist tot“, „gestorben“ oder „verstorben“ suchen.
Wenn eine Person gestorben ist, gibt es viele Seiten zu dieser Person in der Wikipedia, die davon auch betroffen sind und entsprechend aktualisiert werden müssen. Beispiele: Namenübersichtsseite, Geburtsjahr, Geburtsort-Seiten und viele mehr.
Wie finde ich die betroffenen Seiten?
Im Suchfeld auf der linken Seite gibt man den Suchbegriff so ein: „Vorname Nachname“. Dann klickt man auf Volltext und alle Seiten mit entsprechendem Suchtext werden aufgerufen. Hier sieht man dann schnell, wo auch das Todesjahr Sinn macht oder sogar ein Teil des Artikels angepasst werden muss. Auch hilft das „Werkzeug“ auf der linken Seite sehr gut, um solche Seiten aufzufinden: „Links auf diese Seite“. Somit ist die Wikipedia wieder aktuell in allen Bereichen! Hinweis: bei Eintragung der Kategorie „Gestorben JAHR“ wird der Missbrauchsfilter 49 ausgelöst, was jedoch nicht schlimm ist. Siehe: Spezial:Missbrauchsfilter/49
Dies ist eine Liste von im Jahr 1593 verstorbenen bekannten Persönlichkeiten. Die Einträge erfolgen innerhalb der einzelnen Daten alphabetisch sortiert. Tiere sind im Nekrolog für Tiere zu finden.

## Januar
| Tag        | Name                                   | Beruf, bekannt als                                   | Alter | Beleg |
| ---------- | -------------------------------------- | ---------------------------------------------------- | ----- | ----- |
| 4. Januar  | Heinrich Brucaeus                      | deutscher Mediziner und Mathematiker                 |       |       |
| 9. Januar  | Peter von Scheidt genannt Weschpfennig | Abt des Klosters Springiersbach                      |       |       |
| 11. Januar | Scipione Gonzaga                       | Patriarch von Jerusalem                              | 50    |       |
| 13. Januar | Szymon Budny                           | polnisch-weißrussischer Humanist und Bibelübersetzer |       |       |

## Februar
| Tag         | Name                     | Beruf, bekannt als                              | Alter | Beleg |
| ----------- | ------------------------ | ----------------------------------------------- | ----- | ----- |
| 6. Februar  | Jacques Amyot            | französischer Schriftsteller und Theologe       | 79    |       |
| 6. Februar  | Ōgimachi                 | 106. Tennō von Japan                            | 75    |       |
| 10. Februar | Hans Burkhard von Anweil | Obervogt von Herrenberg, Hofrichter in Tübingen |       |       |

## März
| Tag      | Name                          | Beruf, bekannt als                                                    | Alter | Beleg |
| -------- | ----------------------------- | --------------------------------------------------------------------- | ----- | ----- |
| 4. März  | Johannes Fleischer der Ältere | Theologe, Pädagoge und Naturforscher                                  | 53    |       |
| 8. März  | Paul Luther                   | deutscher Mediziner, Sohn von Martin Luther                           | 60    |       |
| 23. März | Caspar Elogius                | lutherischer Prediger                                                 | 62    |       |
| 31. März | Johannes von Schröter         | deutscher Medinziner, Hochschullehrer und Rektor der Universität Jena |       |       |

## April
| Tag       | Name                         | Beruf, bekannt als                  | Alter | Beleg |
| --------- | ---------------------------- | ----------------------------------- | ----- | ----- |
| 5. April  | John Greenwood               | englischer Puritaner und Separatist |       |       |
| 6. April  | Henry Barrowe                | englischer Puritaner und Separatist |       |       |
| 7. April  | Franziskus Faber             | deutscher Mediziner                 |       |       |
| 27. April | Paul Crüger                  | deutscher Rechtswissenschaftler     |       |       |
| 27. April | Matthias Flacius der Jüngere | deutscher Mediziner und Philosoph   | 45    |       |

## Mai
| Tag     | Name                | Beruf, bekannt als                  | Alter | Beleg |
| ------- | ------------------- | ----------------------------------- | ----- | ----- |
| 29. Mai | John Penry          | walisischer Protestant und Märtyrer |       |       |
| 30. Mai | Christopher Marlowe | englischer Dichter                  | 29    |       |
| Mai     | Kryschtof Kosynskyj | Hetman der Ukraine                  |       |       |

## Juni
| Tag      | Name            | Beruf, bekannt als               | Alter | Beleg |
| -------- | --------------- | -------------------------------- | ----- | ----- |
| 25. Juni | Michele Mercati | italienischer Universalgelehrter | 52    |       |

## Juli
| Tag      | Name                         | Beruf, bekannt als                              | Alter | Beleg |
| -------- | ---------------------------- | ----------------------------------------------- | ----- | ----- |
| 6. Juli  | Jonas Staude                 | deutscher Theologe                              | 65    |       |
| 8. Juli  | Ernst VII. von Hohnstein     | letzter Regent der Grafschaft Hohnstein         | 31    |       |
| 10. Juli | Daniel von Büren der Jüngere | Ratsherr und Bürgermeister in Bremen            | 81    |       |
| 11. Juli | Giuseppe Arcimboldo          | italienischer Maler des Manierismus             |       |       |
| 18. Juli | Abraham Saur                 | deutscher Jurist, Historiker und Schriftsteller | 48    |       |

## August
| Tag        | Name              | Beruf, bekannt als                                              | Alter | Beleg |
| ---------- | ----------------- | --------------------------------------------------------------- | ----- | ----- |
| 14. August | Martin Mirus      | deutscher lutherischer Theologe und sächsischer Oberhofprediger |       |       |
| 18. August | Ludwig            | Herzog von Württemberg (1568–1593)                              | 39    |       |
| 19. August | Antonio Veneziano | italienischer Dichter                                           |       |       |
| 20. August | Filippo Spinola   | italienischer Geistlicher                                       | 57    |       |

## September
| Tag          | Name                     | Beruf, bekannt als                          | Alter | Beleg |
| ------------ | ------------------------ | ------------------------------------------- | ----- | ----- |
| 2. September | Maximilian von Pernstein | mährischer Adliger und Kanoniker von Olmütz |       |       |
| 5. September | Andreas von Auersperg    | österreichisch-slowenischer Heerführer      | 37    |       |

## Oktober
| Tag         | Name                                  | Beruf, bekannt als                                                   | Alter | Beleg |
| ----------- | ------------------------------------- | -------------------------------------------------------------------- | ----- | ----- |
| 3. Oktober  | Giovanni Grimani                      | Patriarch von Aquileia                                               | 87    |       |
| 9. Oktober  | Johannes Borcholten                   | deutscher Rechtswissenschaftler                                      | 58    |       |
| 11. Oktober | Johann Lauterbach                     | deutscher Pädagoge, Kirchenlieddichter und Geschichtswissenschaftler | 62    |       |
| 11. Oktober | Alexander Sauli                       | italienischer Bischof und Heiliger                                   | 59    |       |
| 31. Oktober | Ludwig von Stinglheim zu Karpfenstein | Hofmarkherr und Pfleger                                              |       |       |

## November
| Tag          | Name     | Beruf, bekannt als                                      | Alter | Beleg |
| ------------ | -------- | ------------------------------------------------------- | ----- | ----- |
| 11. November | Albrecht | Graf Nassau-Weilburg und Ottweiler, Reformator          | 55    |       |
| 20. November | Hans Bol | niederländischer Maler und Zeichner flämischer Herkunft | 58    |       |

## Dezember
| Tag          | Name                          | Beruf, bekannt als                                                                                | Alter | Beleg |
| ------------ | ----------------------------- | ------------------------------------------------------------------------------------------------- | ----- | ----- |
| 2. Dezember  | Alfonso Felice d’Avalos       | italienischer Adeliger                                                                            |       |       |
| 6. Dezember  | John Maxwell, 7. Lord Maxwell | schottischer Adeliger                                                                             | 40    |       |
| 10. Dezember | Christoph Schweher            | deutschböhmischer Gymnasiallehrer, römisch-katholischer Geistlicher, Verfasser geistlicher Lieder |       |       |
| 31. Dezember | Johann Narhammer              | deutscher evangelischer Theologe                                                                  | 44    |       |

## Datum unbekannt
| Tag               | Name                  | Beruf, bekannt als                                            | Alter | Beleg |
| ----------------- | --------------------- | ------------------------------------------------------------- | ----- | ----- |
|                   | Ebert Baldewein       | deutscher Hofbaumeister, Astronom und Uhrmacher               |       |       |
|                   | Romulo Cincinato      | italienischer Maler                                           |       |       |
|                   | Michael Damaskenos    | griechischer Ikonenmaler                                      |       |       |
|                   | Nicolao Dorati        | italienischer Posaunist, Kapellmeister und Komponist          |       |       |
|                   | Six von Ehenheim      | fränkischer Ritter und Grundherr aus der Familie von Ehenheim |       |       |
|                   | Bernhard Jobin        | Herausgeber und Buchdrucker                                   |       |       |
|                   | Philipp von Leonrod   | Adliger                                                       |       |       |
|                   | Bartholomew Newsam    | englischer Hofuhrmacher von Elisabeth I.                      |       |       |
|                   | Nongae                | koreanische Gisaeng                                           |       |       |
|                   | Mariano Riccio        | italienischer Maler                                           |       |       |
|                   | Li Shizhen            | chinesischer Gelehrter, Arzt, Botaniker und Pharmazeut        |       |       |
|                   | Stanislaus Socolovius | polnischer Theologe und Kanoniker                             |       |       |
|                   | Maciej Stryjkowski    | polnischer Dichter, Historiker, Diplomat, Priester            |       |       |
| Anfang des Jahres | Hans Walch            | schwäbischer Maler                                            |       |       |
|                   | Xu Wei                | chinesischer Maler, Dichter und Dramatiker                    |       |       |
|                   | Nicasio Zorita        | spanischer Kapellmeister und Komponist                        |       |       |